# Ethyan González
Ethyan Jesús González Morales (* 6. Juni 2002 in Santa Cruz de Tenerife) ist ein spanischer Fußballspieler, der aktuell beim CD Teneriffa unter Vertrag steht.

## Karriere
González begann seine fußballerische Laufbahn bei Cruz Santa in seiner Geburtsstadt Santa Cruz de Tenerife. 2014 wechselte er in die Jugendabteilung des Zweitligisten CD Teneriffa. Die Rückrunde der Saison 2020/21 spielte er mit der B-Mannschaft und scheiterte dort mit insgesamt 14 Toren in 15 Spielen erst an den Playoffs zum Aufstieg. Sein Profidebüt in Spaniens zweiter Liga gab er am 15. August 2021 (1. Spieltag) bei einem 2:1-Sieg über den CF Fuenlabrada, als er für die letzten 15 Minuten ins Spiel kam.